# Otodus
Otodus és un gènere de tauró lamniforme extint del Paleocè i l'Eocè, entre fa 60 i 45 milions d'anys. Tot i que només se n'han trobat algunes dents i vèrtebres fòssils, els científics estimen que arribava a mesurar nou metres de longitud.